# Benedict Bogeaus

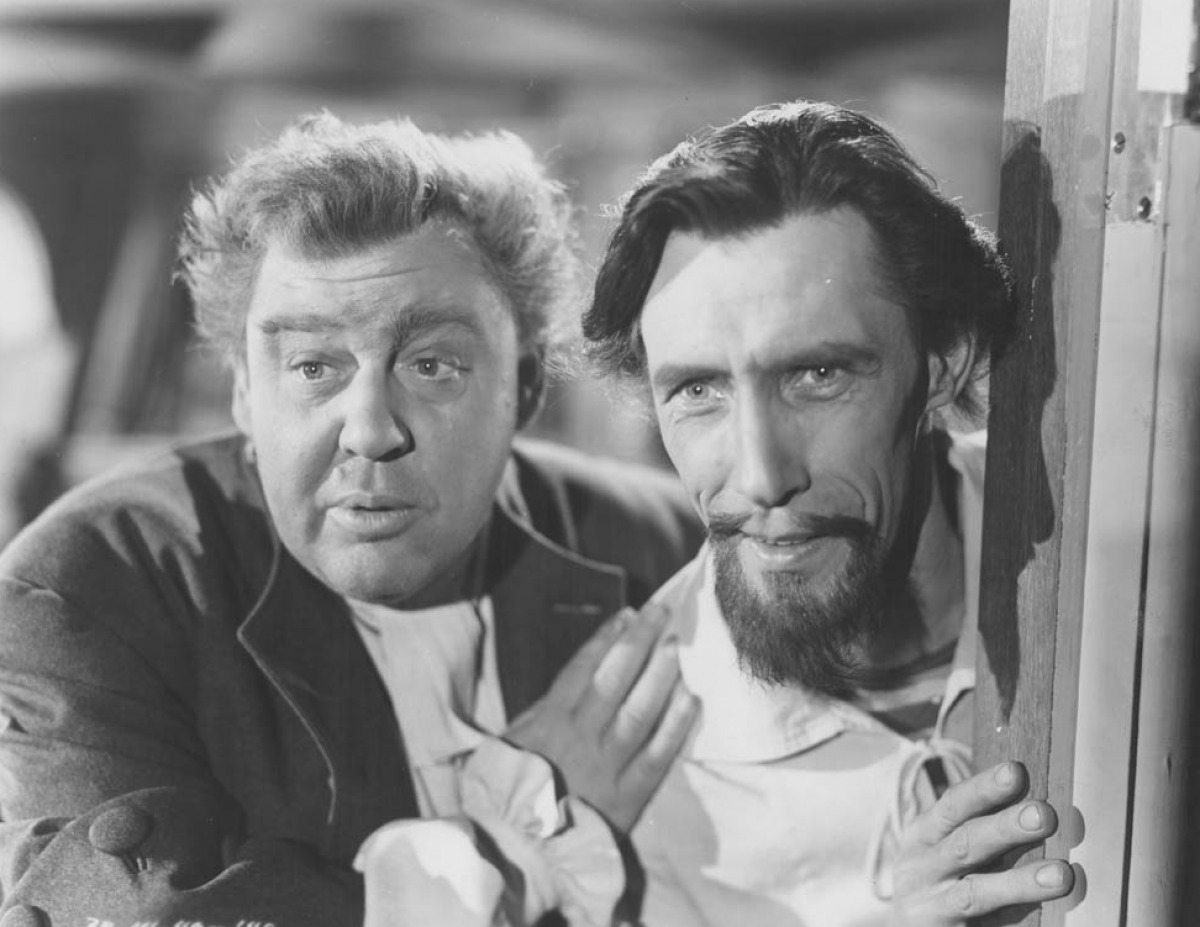
Charles Laughton et John Carradine,
dans Captain Kidd (1945)

Benedict Bogeaus, de son nom complet Benedict Earle Bogeaus, né le 4 mai 1904 à Chicago (Illinois) et mort d'une crise cardiaque le 23 août 1968 à Los Angeles (dans le quartier de Hollywood) est un producteur de cinéma américain.

## Biographie
Benedict Bogeaus est le fondateur en 1944 de la Benedict Bogeaus Productions (plus tard également dénommée Filmcrest Productions ou Waverly Productions). Les deux premiers films de cette compagnie indépendante sont The Bridge of San Luis Rey de Rowland V. Lee (avec Lynn Bari et Francis Lederer) et Dark Waters d'André De Toth (avec Merle Oberon et Franchot Tone), sortis la même année.
En tout, il produit vingt-huit films américains, dont dix réalisés par Allan Dwan, avec lequel il collabore à partir des westerns Quatre étranges cavaliers (avec John Payne et Dan Duryea), Tornade (avec Cornel Wilde et Yvonne De Carlo) et La Reine de la prairie (avec Barbara Stanwyck et Ronald Reagan), sortis en 1954. Le dernier film de Benedict Bogeaus (et d'Allan Dwan) est Most Dangerous Man Alive, avec Debra Paget et Elaine Stewart, sorti en 1961.
Mentionnons aussi Captain Kidd de Rowland V. Lee (1945, avec Randolph Scott et Charles Laughton), Le Journal d'une femme de chambre, un des films américains de Jean Renoir (1946, avec Paulette Goddard et Burgess Meredith), ou encore De la Terre à la Lune de Byron Haskin (1958, avec Joseph Cotten et George Sanders).
En 1946, Benedict Bogeaus épouse l'actrice Dolores Moran (1926-1982), dont il divorce en 1962. Elle tourne quatre films produits par lui, dont Quatre étranges cavaliers (1954) pré-cité.

## Filmographie complète
- 1944 : The Bridge of San Luis Rey de Rowland V. Lee
- 1944 : Eaux dormantes (Dark Waters) d'André De Toth
- 1945 : Le Capitaine Kidd (Captain Kidd), de Rowland V. Lee
- 1946 : Mr. Ace d'Edwin L. Marin
- 1946 : Le Journal d'une femme de chambre (The Diary of a Chambermaid) de Jean Renoir
- 1947 : Rendez-vous de Noël (Christmas Eve) d'Edwin L. Marin
- 1948 : Lulu Belle de Leslie Fenton
- 1948 : The Girl from Manhattan d'Alfred E. Green
- 1948 : La Folle Enquête (On Our Merry Way) de Leslie Fenton et King Vidor
- 1949 : Le passé se venge (The Crooked Way) de Robert Florey
- 1950 : Johnny One-Eye de Robert Florey
- 1951 : My Outlaw Brother d'Elliott Nugent
- 1952 : One Big Affair de Peter Godfrey
- 1953 : Les Révoltés de la Claire-Louise (Appointment in Honduras) de Jacques Tourneur
- 1953 : Dernière Minute (Count the Hours) de Don Siegel
- 1954 : Quatre étranges cavaliers (Silver Lode) d'Allan Dwan
- 1954 : Tornade (Passion) d'Allan Dwan
- 1954 : La Reine de la prairie (Cattle Queen of Montana) d'Allan Dwan
- 1955 : Les Perles sanglantes (Pearl of the South Pacific) d'Allan Dwan
- 1955 : Le mariage est pour demain (Tennessee's Partner) d'Allan Dwan
- 1955 : Les Rubis du prince birman (Escape to Burma) d'Allan Dwan
- 1956 : Deux rouquines dans la bagarre (Slighty Scarlet) d'Allan Dwan
- 1957 : L'Affaire Macomber (The Macomber Affair) de Zoltan Korda
- 1957 : Le Bord de la rivière (The River's Edge) d'Allan Dwan
- 1958 : De la Terre à la Lune (From the Earth to the Moon) de Byron Haskin
- 1958 : L'Île enchantée (Enchanted Island) d'Allan Dwan
- 1959 : Bagarre au-dessus de l'Atlantique (Jet Over the Atlantic) de Byron Haskin
- 1961 : Abattez cet homme (Most Dangerous Man Alive) d'Allan Dwan